# Lorenz Nikolai Achté
Lorenz Nikolai Achté (Pori, 25. svibnja 1835. – Helsinki, 18. travnja 1900.) bio je finski operni pjevač, skladatelj, dirigent i glazbeni pedagog. Bio je istaknuti član opernog odjela Finskog narodnog kazališta i, zajedno sa svojom ženom Emmy Achtén, jedan od prvih finskih opernih pjevača. U Helsinkiju je 1882. godine osnovao Helsinšku orguljašku školu.
Lorenz i Emmy Achté imali su dvije kćeri, koje su također postale operni pjevači - Irma Tervani i Aino Ackté. Kćer Aino Ackté bila je i kazališna glumica te je surađivala s filmskom redateljicom i umjetnicom Glory Leppänen. Nikolai je bio poznat i po svom pedagoškom radu.
Lorenz Nikolai Achté je pokopan na groblju "Hietaniemi" u Helsinkiju 1900. godine.